# Franz Jäger (Architekt, 1744)

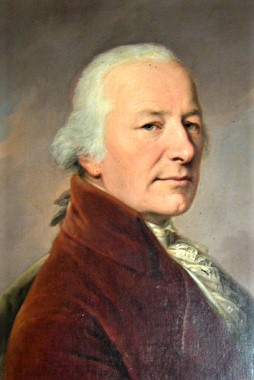
Franz Jäger der Ältere

Franz Jäger (* 6. September 1744 in Wien; † 19. Jänner 1809 ebenda) war ein österreichischer Architekt, bürgerlicher und Hofsteinmetzmeister und Kunstsammler.

## Leben

### Familie
Franz Jägers Vater, der Steinmetz Jacob Jäger aus Schönberg in Tirol, war eine wandernder Handwerker. Er heiratete 1732 in der Wiener Schottenkirche Clara Edlin von hier. Jacob Jäger ist 1741 als Meister der Wiener Bauhütte  dokumentiert. Er sprach den Salzburger Steinmetz Johann Gehmacher 1741 zum Gesellen frei. Der Jesuitenorden beauftragte 1743 Steinmetzarbeiten mit dem Bildhauer Johann Joseph Resler in Raab.
Franz Jäger wurde 1744 geboren. Der Vater starb 1750. Er lernte das Steinmetzhandwerk ab 1757 beim Hof-Steinmetzmeister Gabriel Steinböck, der 1758 zum Obervorsteher der Wiener Bauhütte gewählt wurde, die Freisprechung erfolgte 1762.

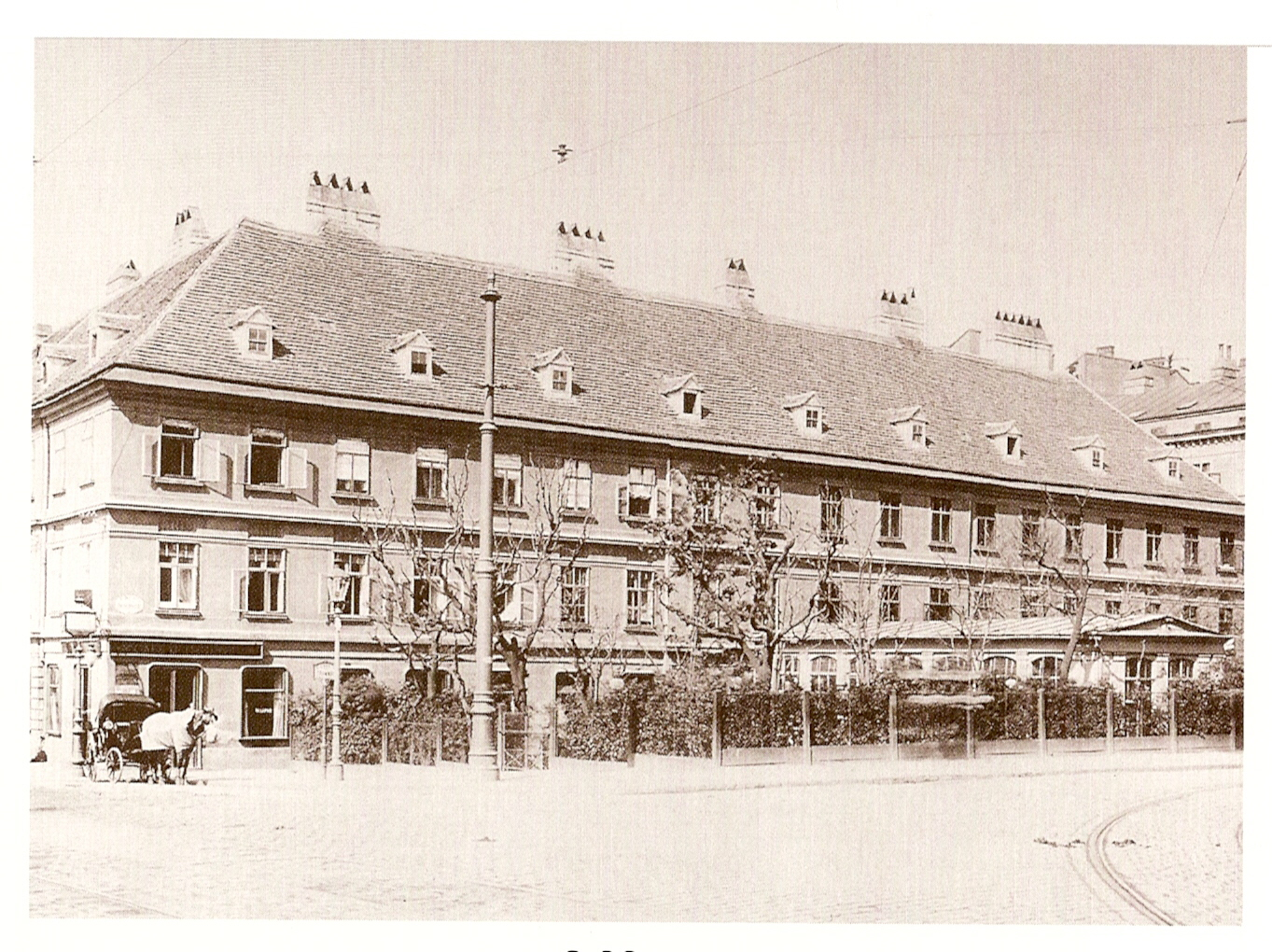
Ehem. Jägersches Haus, Getreidemarkt 1 um 1900

Ab 1776 war er bürgerlicher Steinmetzmeister, im Besitz einer Meisterstelle und damit Mitglied der Zunft. Franz Jäger heiratete im Mai 1778 im Stephansdom Marianna Schwindlerin.
Sie hatten sechs Söhne, die in der Michaelerkirche getauft wurden, Anton (* 1779), Andreas (* 1780), Franz (* 1781), Joseph (* 1783), Karl (* 1784).
- Franz Jäger war in der Stadtverwaltung Mitglied des Äußeren Rates, daher auch für Zunftangelegenheiten zuständig.  Die Familie bewohnte das Haus Laimgrube 24 (= Linke Wienzeile 4), erwarb 1795 auch das Nebenhaus Laimgrube 23 (= Wienzeile 2 / Getreidemarkt 1 / Papagenogasse 1). Der Komplex war unter „Großjägerisches Haus“ bekannt

### Hofsteinmetzmeister, Obervorsteher der Wiener Bauhütte
1780 erfolgte die Ernennung zum Hof-Steinmetzmeister. Bei der Vorsteherwahl im Wiener Rathaus am 26. Dezember 1790 erhielt Franz Jäger 17 Stimmen, Johann Philipp Högl 5, er amtierte bis 1794.

### Lehrmeister
Die meisten seiner Söhne verblieben beim Steinmetzhandwerk und wurden von ihm ausgebildet, oft schon im Alter von 8 Jahren. Franz Jäger (sen.) nahm 1789 seinen Sohn Franz Jäger jun. in die Steinmetzlehre, die Freisprechung erfolgte 1795. Am 14. Juni 1801 sprach Franz Jäger den Lehrjungen Johann Högl als vorgesetzten Meister frei. Sein Mitmeister Johann Philipp Högl hatte seinen Sohn Johann auf das Steinmetzhandwerk aufgedingt, Bürgen waren Franz Jäger und Herr Vater. Im April 1800 starb Högl, Jäger übernahm als Lehrmeister.

### Steinbruchbesitzer bei Wöllersdorf in Niederösterreich

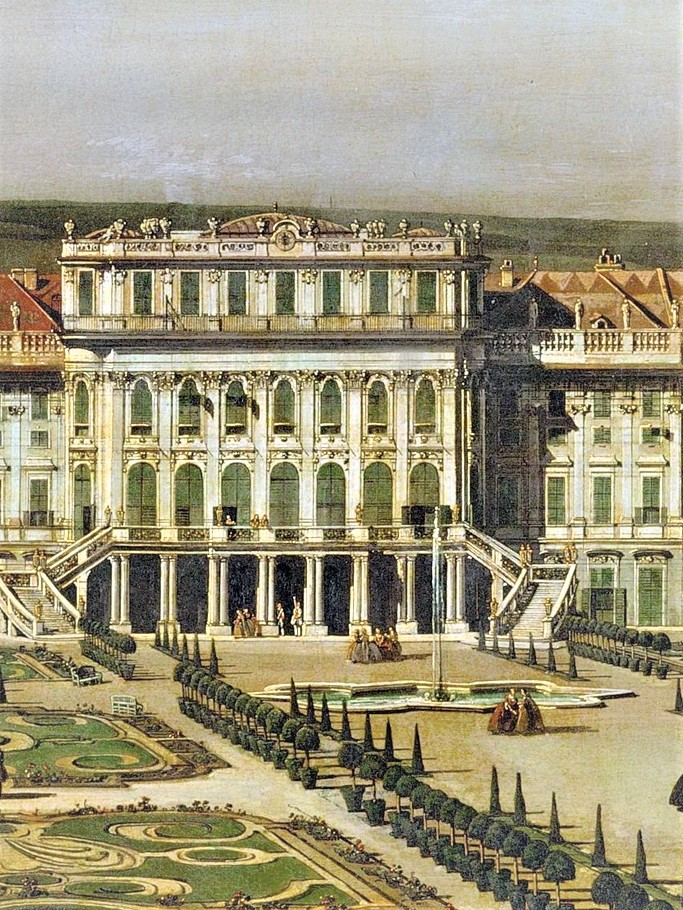
Schloss Schönbrunn, gartenseitige Freitreppe

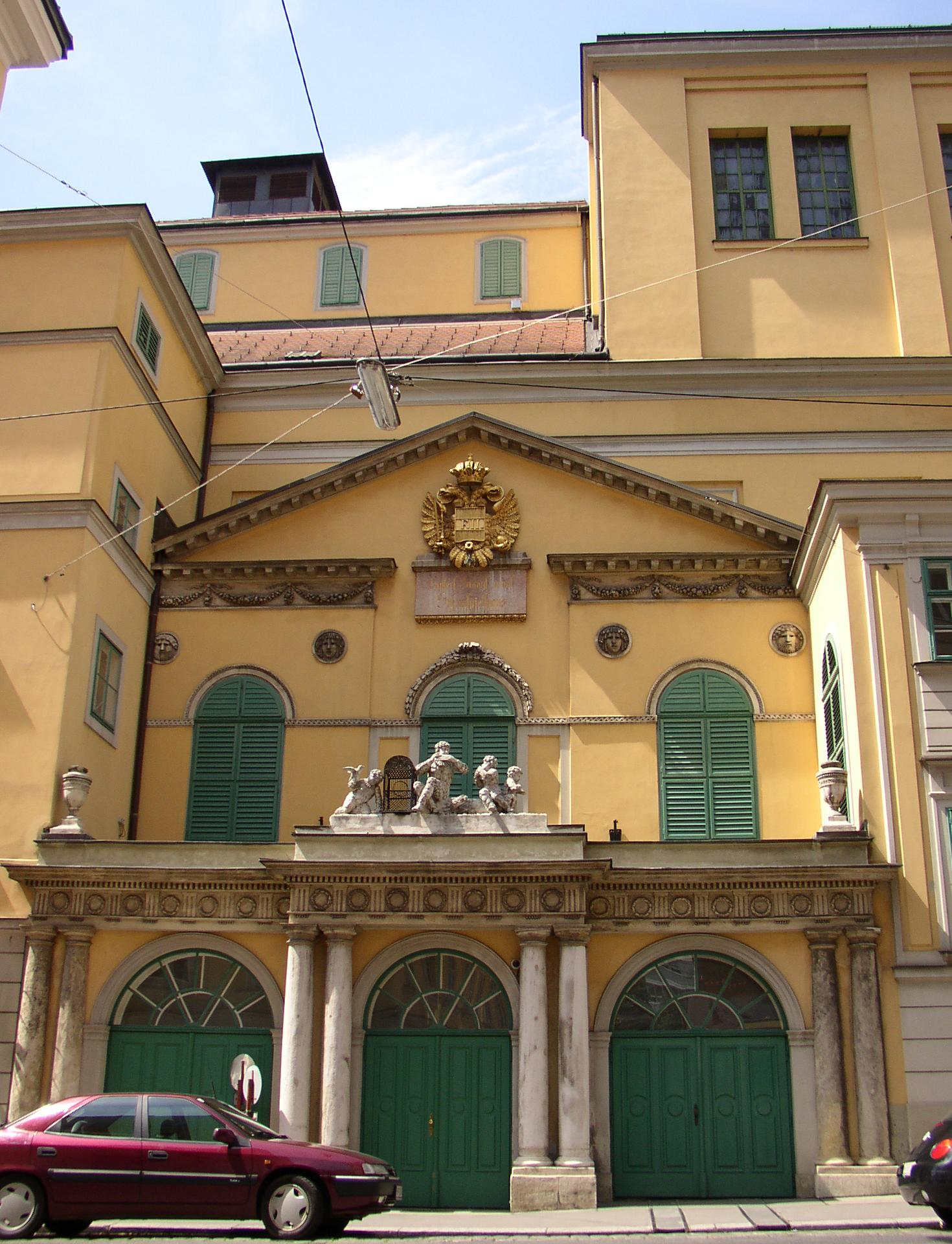
Theater an der Wien, Papagenotor

In den Vaterländischen Blättern für den österreichischen Kaiserstaat. Wien, in der Degenschen Buchhandlung. 1809/1810.

„Am Eingang des Tales, in welchem Wöllersdorf liegt, zeigen sich zwei Steinbrüche, von denen vorzüglich der eine, welcher dem Hofsteinmetz Jäger gehört, schöne weiße Bausteine nach Wien liefert.“

## Werke
Schloss Schönbrunn
1776–1777 wurde er vom Hofarchitekten Johann Ferdinand Hetzendorf von Hohenberg zu Arbeiten an den Stiegenanlagen in Schönbrunn herangezogen. Er arbeitete an der Restaurierung der Schlossstiege an der Hofseite und Erneuerung der gartenseitigen Stiege. Danach ist eine langjährige Zusammenarbeit der beiden feststellbar.
Lichtentaler Pfarrkirche,
1776/1777 errichtete er nach Hetzendorfs Entwurf den Hochaltar.
Augustinerkirche in Wien,
1784 errichtete er den Hochaltar nach Hetzendorfs Entwurf. 1875 wurde der Altar in die Pfarrkirche Sarasdorf übertragen.
Pfarrkirche Göllersdorf, NÖ,
1784 führte er Umbauten und Entwürfe von Benedikt Henrici durch.
Palais Esterházy in der Wallnerstraße in Wien
Paul II. Anton Fürst Esterházy ließ die Wohnräume im Palais 1791 erneuern. Der Steinmetz Jäger lieferte einen großen Kamin aus blauem böhmischen Marmor und vier Tischplatten aus Marmor.
Minoritenkirche in Wien,
Umbauarbeiten durch Hetzendorf und Jäger, eine Auseinandersetzung mit der Gotik
Theater an der Wien,
er entwarf 1797 die Pläne, die sein ältester Sohn Anton ausführte (1797–1800; Mitarbeit von Franz dem Jüngeren).
Papagenotor 1801,
(dokumentarisch nicht gesichert, 1845 umgestaltet)
Gartenschloss Franzensburg, NÖ. 1798–1811
- Concordiatempel in Laxenburg, 1795 Entwurf Kavalier Giuseppe Moretti, 1798 Restaurierungsarbeiten[14]

## Sommersitz Berghof in Bad Fischau, Niederösterreich

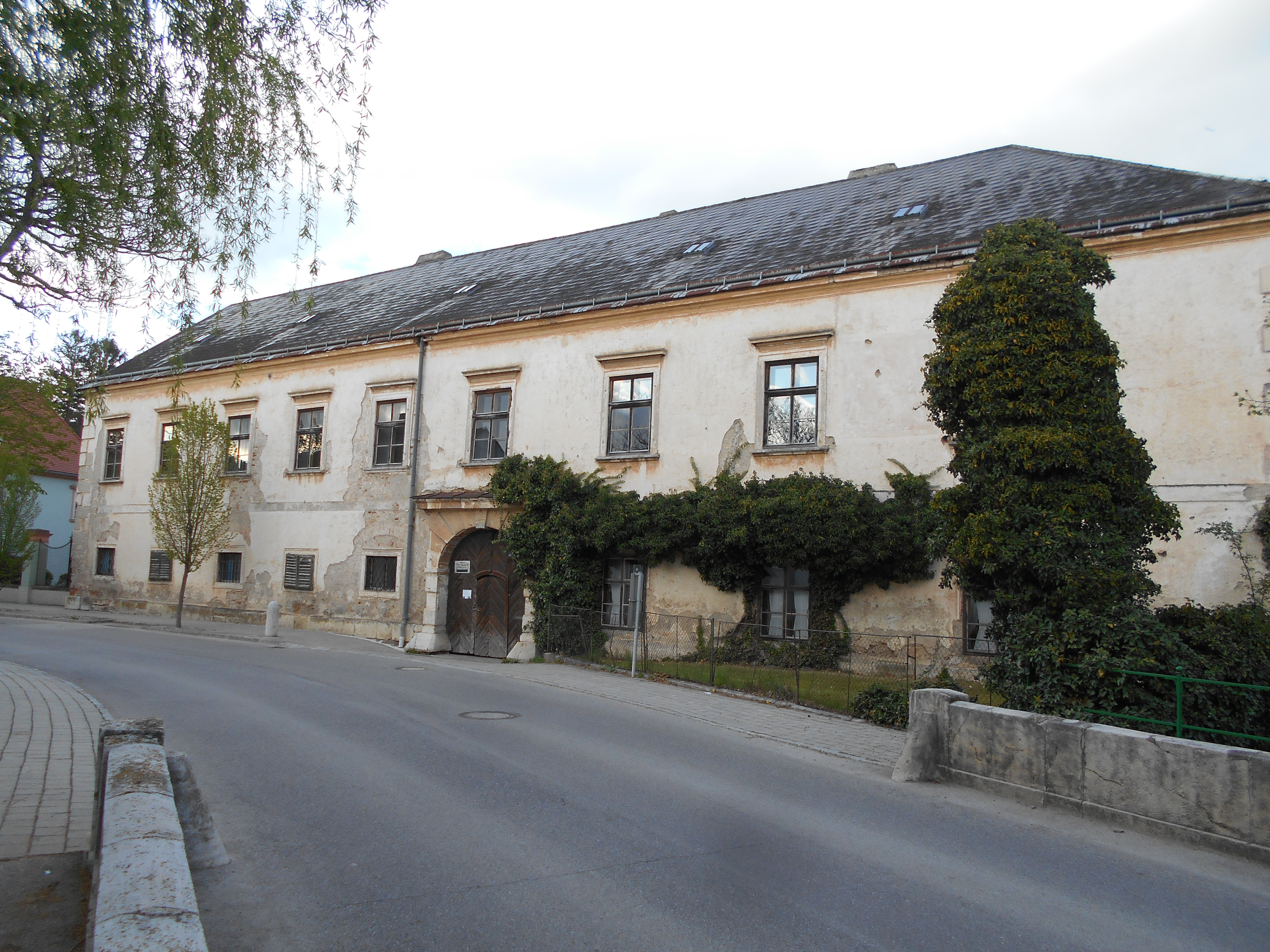
Bad Fischau, ehem. Berghof

Nahe dem Schloss Fischau gelegen, war der Berghof ein ehem. mittelalterlicher Freihof von Stift Neuberg. Durch die Säkularisierung kaufte Franz von Heissenstein 1786 die Anlage. 1788 wurde der Berghof der Sommersitz der Familie des Hofsteinmetzmeisters Franz Jäger.

## Gotische Baurisse – Weltkulturerbe
- Die Sammlung gotischer Baurisse wurde in das UNESCO-Programm „Memory of the World-Register“ (MOW) aufgenommen.[17]

Das gesamte Planmaterial der Dombauhütte von St. Stephan wurde durch den Hofsteinmetz Franz Jäger gerettet und blieb durch das Legat seiner Sammlung an die Akademie der bildenden Künste der Nachwelt erhalten. Im Jahre 1787 wurde eine Sammlung von „gotischen Altertümern“ der Akademie zum Kauf angeboten, die sich gegen deren Erwerb entschied.
Die Sammlung erwarb Hofsteinmetz Franz Jäger (der Ältere), der die Bedeutung der Sammlung für die dem Mittelalter zugewandte Architektur erkannte. Er verwendete die gotischen Planrisse für eigene Entwürfe, besonders bei der ab 1798 errichteten Franzensburg in Laxenburg. Von ihm kam die Sammlung an seinen Sohn Franz Jäger den Jüngeren, der sie 1837 testamentarisch der Akademie vermachte.

## Ehrung
Bezirksmuseum Mariahilf: „Jägergasse“ 1797 benannt nach dem Hofsteinmetz Franz Jäger, der dort das erste Haus errichtete. Ab 1876 in Papagenogasse umbenannt.

## Archivalien
- Wiener Stadt- und Landesarchiv: Steinmetzakten.